# Oberbergen (Penzing)
Oberbergen ist ein Ortsteil der Gemeinde Penzing im oberbayerischen Landkreis Landsberg am Lech. Das Pfarrdorf liegt etwa zwei Kilometer nordöstlich von Penzing.

## Geschichte
Oberbergen zählt zu den ältesten Ausbausiedlungen des Landkreises Landsberg. Es wurde im 8. Jahrhundert gegründet. Die katholische Pfarrkirche St. Magnus ist ein Saalbau mit eingezogenem Rechteckchor und Chorturm, im Kern spätmittelalterlich. Der Chorturm wurde um 1600 erhöht, das Langhaus um 1718 verlängert.
Die 1818 durch das bayerische Gemeindeedikt gegründete selbstständige Gemeinde wurde im Zuge der Gemeindegebietsreform 1971 nach Penzing eingegliedert.

## Bodendenkmäler
Siehe: Liste der Bodendenkmäler in Penzing (Bayern)